# Sabine De Wachter
Sabine De Wachter (7 november 1964) is een Belgische voormalige atlete, die gespecialiseerd was in het hoogspringen en de meerkamp. Zij veroverde twee Belgische titels.

## Biografie
De Wachter nam in 1989 deel aan de Europese indoorkampioenschappen. Ze werd negende in het hoogspringen. Dat jaar werd ze outdoor Belgisch kampioene hoogspringen. In 1995 veroverde ze ook een titel op de zevenkamp.
Sabine De Wachter was aangesloten bij AC Herentals.
Na jaren op topniveau te hebben gesport was zij verplicht te stoppen wegens een paar zware blessures. Tijdens haar revalidatie in 2009 had zij een nieuwe sport ontdekt, namelijk triatlon (750m zwemmen - 20 km fietsen - 5 km lopen). Vanaf 2017 tot 2021 wist zij zich te selecteren voor de Europese en wereldkampioenschappen in haar leeftijdsklasse en dit op de sprint afstand.

## Belgische kampioenschappen
| Onderdeel    | Jaar |
| ------------ | ---- |
| hoogspringen | 1989 |
| zevenkamp    | 1995 |

## Persoonlijke records
Outdoor
| Onderdeel    | Prestatie | Datum           | Plaats    |
| ------------ | --------- | --------------- | --------- |
| hoogspringen | 1,88 m    | 6 augustus 1988 | Kessel-Lo |
| 200 m        | 25,89 s   |                 |           |
| 800 m        | 2.18      |                 |           |
| 100 m horden | 14,38 s   |                 |           |
| verspringen  | 5,76 m    |                 |           |
| kogelstoten  | 12,45 m   |                 |           |
| speerwerpen  | 42,72 m   |                 |           |
| zevenkamp    | 5442 p    | 16 juli 1989    | Wenen     |

Indoor
| Onderdeel    | Prestatie | Datum           | Plaats |
| ------------ | --------- | --------------- | ------ |
| hoogspringen | 1,88 m    | 29 januari 1989 | Liévin |
| vijfkamp     | 3470 p    |                 | Gent   |

## Palmares

### hoogspringen
- 1984:  BK AC 1,82 m
- 1984: 2e België - Ierland - Engeland in Dublin - 1,79 m
- 1985: 4e België - Frankrijk - Engeland in Touquet - 1,79 m
- 1986:  België - Wales in Swansea - 1,79 m
- 1987:  BK AC 1,78 m
- 1987: 5e België - Schotland - Noord Ierland in Mechelen - 1,75 m
- 1987: 2e België - Wales - Nederland - Duitsland - 1,70 m
- 1988:  BK AC 1,88 m
- 1988: 3e België - Nederland - Groot-Brittannië - 1,80 m
- 1988: 6e België - Griekenland - Cuba in Sint-Lambrechts-Woluwe - 1,75 m
- 1988:  Westathetic te Brussel - 1,83 m
- 1988: Nacht van de Atletiek - 1,80 m
- 1989:  BK indoor AC – 1,88 m
- 1989: 9e EK indoor in Den Haag – 1,80 m
- 1989:  BK AC – 1,78 m
- 1989:  Westatletic Games in Sittard - 1,83 m
- 1989: 4e België - Cuba - Engeland - 1,78 m
- 1989: 2e Europabeker te Brussel - 1,82 m
- 1990:  BK AC – 1,70 m
- 1990: 4e België- Rusland - Nederland in Gent – 1,78 m
- 1990: 4e België - Nederland - Engeland in Brugge – 1,75 m
- 1991:  BK AC – 1,75 m
- 1993:  BK indoor AC – 1,68 m

### speerwerpen
- 1992:  BK AC – 42,62 m

### zevenkamp
- 1986: 6e Belgie - Nederland - Denemarken in Hengelo - 5088 p
- 1989: 6e Europacup meerkamp groep C in Wenen – 5442 p
- 1993:  BK AC – 5146 p
- 1994:  BK AC – 5041 p
- 1995:  BK AC – 4785 p
- 1996:  BK AC – 4833 p